# Vingsted Historiske Værksted
Vingsted Historiske Værksted er et frilandsmuseum, der ligger i Bredsten ved Vejle. Museet er en del af VejleMuseerne og består af rekonstrueret et jernaldermiljø med huse, marker, smedje, offersted og husdyr. Til museet hører også Vingsted Mølle, hvor der er værksteder for gamle håndværk. Museet har eksisteret siden 1970'erne. I 2014 havde museet over 14.000 besøgende.

## Galleri
- Overbygård
- Steppinggaarden
- Steppinggaarden set fra sydøst
- Vorbassehuset
- Dørudskæring Vorbassehuset
- Rituelle markeringer